# SillyFangirl
SillyFangirl é um youtuber e jogador brasileiro de osu!mania e também de Roblox e seus muitos jogos spin-off e mods. Jogou pela equipe nacional no osu!mania 4K World Cup de 2021, que se tornou bicampeã ao vencer os Estados Unidos. No mesmo ano, venceu o Prêmio eSports Brasil na categoria "Melhor Atleta de Outras Modalidades", e foi indicado na edição do ano seguinte na mesma categoria.

## Prêmios e indicações
| Ano  | Organização           | Categoria                           | Resultado | Ref.  |
| ---- | --------------------- | ----------------------------------- | --------- | ----- |
| 2021 | Prêmio eSports Brasil | Melhor Atleta de Outras Modalidades | Venceu    | [ 3 ] |
| 2022 | Prêmio eSports Brasil | Melhor Atleta de Outras Modalidades | Indicado  | [ 4 ] |